# لويس غرابان
لويس غرابان (بالإنجليزية: Lewis Grabban)‏ (12 يناير 1988 المملكة المتحدة - ) هو لاعب كرة قدم بريطاني، يلعب كمهاجم .

## روابط خارجية
- لويس غرابان على موقع قاعدة بيانات كرة القدم.إي يو (الإنجليزية)
- لويس غرابان على موقع Soccerbase.com (لاعب) (الإنجليزية)
- لويس غرابان على موقع Soccerway.com (الإنجليزية)
- لويس غرابان على موقع عالم كرة القدم.نت (الإنجليزية)
- لويس غرابان على موقع AS.com (الإسبانية)